# Astragalus diphtherites
Astragalus diphtherites es una especie de planta del género Astragalus, de la familia de las leguminosas, orden Fabales.

## Distribución
Astragalus diphtherites se distribuye por Armenia, Turquía e Irak.

## Taxonomía
Fue descrita científicamente por Fenzl. Fue publicada en Flora 26: 396 (1843).
Sinonimia
- Astragalus strobiliferus Lindl.
Astragalus lindleyanus Sheld.
Astragalus lepidanthus major Mouterde
Astragalus karataschensis Sirj.
Astragalus diphtherites karataschensis D. F. Chamb.
Astragalus diphtherites karataschensis (Sirj.) Ponert
Astragalus diphtherites brachyanthus Eig
Astragalus argyrophyllus Boiss. & Gaill.
Astragalus diphterites (Fenzl) D. Podl.